# Педро Армандо Родригес
Педро Армандо Родригес (на испански: Pedro Armando Rodríguez) е мексикански писател и сценарист на теленовели и сериали. Реализира кариерата си в компания „Телевиса“.

## Творчество

### Оригинални истории
- Родители за удобство (2024) с Херардо Перес Серменьо
- Да преодолееш вината (2023) с Херардо Перес Серменьо
- Отвъд теб (2023) с Клаудия Веласко
- Да преодолееш липсата (2022) с Херардо Перес Серменьо
- Да преодолееш миналото (2021) с Алехандра Ромеро
- Да преодолееш мъката (2020-2021) с Клаудия Веласко
- Да преодолееш страха (2020) с Клаудия Веласко
- Двойният живот на Естела Карийо (2017) с Клаудия Веласко[1]

### Адаптации
- Готин баща (2017/18) с Алехандра Ромеро, Умберто Роблес, Ектор Валдес, оригинална история от Монсерат Гомес Гарсия
- По-скоро мъртва, отколкото Личита (2015/16) оригинална история от Ковадонга Еспесо, Жорди Аренкон, Марта Аскона и Ариана Мартин
- Толкова богати бедняци (2013/14) с Алехандра Ромеро, Умберто Роблес и Ектор Валдес, базирана на теленовелата Pobres Rico от Адриана Лоренсон, Хуан Мануел Касерес, Ектор Алехандро Монкада и Лиляна Гусман
- Заради нея съм Ева (2012) с Алехандра Ромеро и Умберто Роблес, базирана на теленовелата En los tacones de Eva от Елким Оспина, Фернан Ривера и Хуан Карлос Тронкосо
- Лятото на любовта (2009) с Мария Сервантес Балмори и Алехандра Римеро, базирана на теленовелата Verano del 98 от Крис Морена
- Лола, имало едно време (2007/08) с Мария Сервантес Балмори и Алехандра Риверо, базирана на теленовелата Floricienta от Крис Морена
- Непокорните (2004/06) с Мария Сервантес Балмори и Алехандра Риверо, базирана на теленовелата Rebelde way от Крис Морена

### Коадаптации
- Клас 406 (2002/03) с Мария Сервантес Балмори, литературна редакция от Иван Куевас, литературен координатор – Маримар Оливиер, литературни консултанти – Алма Солис, Мария Луис Солис и Алехандра Ромеро Меса; базирана на теленовелата Francisco el Matemático от Диего Виванко, Сандра Рита Паба и Ана Мария Пара

### Сериали
- Terminales (2008) с Мигел Анхел Фокс, Марсела Герти, Рикардо Алварес Каналес и Патрисио Сайнс
- RBD, la familia (2007) с Мария Сервантес Балмори и Алехандра Ромеро, литературна редакция от Иван Куевас

### Нови версии, пренаписани от други
- Pa' quererte (2020) от Хуан Андрес Гранадос, Хорхе Елким Оспина и Хуан Карлос Тронкосо, нова версия на Готин баща (2017/18)

## Награди и номинации
Награди TVyNovelas
| Година | Категория                       | Теленовела                        | Резултат  |
| ------ | ------------------------------- | --------------------------------- | --------- |
| 2018   | Най-добра история или адаптация | Двойният живот на Естела Карийо   | Номиниран |
| 2016   | Най-добра история или адаптация | По-скоро мъртва, отколкото Личита | Номиниран |